# Marc Bradfer
Marc Bradfer, né le 20 décembre 1959 à Toulouse, est un écrivain français.

## Biographie
Il est le septième des huit enfants d'une famille originaire du Nord de la France. Son père, Albert Bradfer, travaille en usine. Il meurt en 1970, alors que Marc a 10 ans. Sa mère se montre très dure. En 1976, il abandonne ses études pour travailler dans une entreprise de charcuterie industrielle. Il reprend ses études en 1980 et obtient brillamment un bac philo.
Ce n'est qu'à l'âge de quinze ans qu'il apprend le secret jalousement gardé de la famille : son père était prêtre à Fourmies (Nord). Il est tombé amoureux d'une de ses jeunes paroissiennes, Jacqueline Courson, amour partagé auquel il n'était pas question de renoncer. La hiérarchie catholique met au ban le prêtre fautif : le couple est alors obligé de s'exiler à Toulouse, où ils se marient civilement. La situation, pour des personnes qui n'ont pas pour autant renoncé à leur foi, mais sans pouvoir la pratiquer, explique bien des déchirements. Après des occupations diverses, Marc Bradfer devient professeur, puis entre en 1998 comme secrétaire général aux Éditions Loubatières à Toulouse.
En 2003, il publie Fils de prêtre, récit de son histoire familiale et de ce long combat qui l'a amené à la religion, à la psychanalyse et à la franc-maçonnerie. Combat qu'il poursuit pour que l'Église reconnaisse enfin les « enfants de prêtres ». Il a été reçu par le pape Jean-Paul II et a écrit à Benoît XVI.
Il est maintenant directeur de la collection Témoin de l'universel aux éditions Élytis, à Bordeaux.

## Publications
- Déambulations graphiques, éditions d'art André Pons Communication, 1997
- Fils de prêtre, préface de Mgr Jacques Gaillot, Élytis, 2003
- Punis !  (avec Jean-Jacques Rouch), Élitys, 2004
- Le sourire d’un ange, avec l’abbé Pierre, Bordeaux, Élytis, 2005
- Just 13 !, avec Just Fontaine, Bordeaux, Élytis, 2006
- Trois hommes dans l’espace, avec Patrick Baudry, Vladimir Soloviov et Joe Allen, Bordeaux, Élytis, 2007
- Je te salue, Marie, rencontre avec Sœur Emmanuelle, Élytis, 2008
- Vladimir Trouplin, Dictionnaire des Compagnons de la Libération, Bordeaux, Élytis, 2010 : direction éditoriale.
- Si peu de temps, accompagner la fin de vie, préface de Roland Bugat, Bordeaux, Elytis, 2011